# Len Shackleton
Pour les articles homonymes, voir Shackleton.
Len Shackleton, né le 3 mai 1922 à Bradford (Angleterre), mort le 27 novembre 2000 à Grange-over-Sands (Angleterre), était un footballeur anglais, qui évoluait au poste d'attaquant à Sunderland et en équipe d'Angleterre.
Shackleton a marqué un but lors de ses cinq sélections avec l'équipe d'Angleterre entre 1948 et 1954.

## Carrière
- 1938-1939 : Arsenal
- 1940-1946 : Bradford Park Avenue
- 1946-1948 : Newcastle United
- 1948-1954 : Sunderland

## Palmarès

### En équipe nationale
- 5 sélections et 1 but avec l'équipe d'Angleterre entre 1948 et 1954.